# Fono Vi. Pi. Italia
La Fono Vi. Pi. Italia S.p.A. è stata una concessionaria di pubblicità che, dal 1974, operava nel mercato dell’area Nielsen 4. Faceva parte del gruppo Telenorba ed aveva sede a Conversano. Si occupa della vendita di spazi in televisione (spot, televendite, messaggi promozionali ed elettorali, teletext); di pubblicità in radio; di inserzioni su giornali e su internet.
È stata la concessionaria esclusiva per la pubblicità delle emittenti televisive: Telenorba 7, Telenorba 8, TP9, Telefoggia; delle radio: Radionorba, Radionorba Music, Radio Master e Radio Margherita; opera nel settore stampa con Business, bisettimanale di annunci economici della Edinorba.

## Storia della Azienda
La storia della Fono Vi. Pi. Italia si sovrappone alle vicende della pubblicità in Italia meridionale e spazia in tutti i media: dal cinema alla stampa, dalla radio alla televisione, dal televideo a internet.
Quando, nel 1974, nasce l'emittente Telenorba a Conversano, su impulso di Luca Montrone, affida la vendita degli spazi pubblicitari alla Fonovipi (Fono Video Pubblicità Italia), già operante come concessionaria di pubblicità, società del gruppo Opus Proclama di Milano, che si occupa di pubblicità al cinema.
Il 1984 è l’anno della svolta: la Fono Vi.pi. di Milano non conferma a Telenorba il minimo garantito per la pubblicità e il 4 dicembre si costituisce la Fonovipi Puglia S.p.A. tra l'emittente ed i milanesi, con sede a Bari, diretta da Carlo Momigliano: si occupa della vendita di spazi pubblicitari; assorbe l'organizzazione commerciale in Puglia con filiali a Foggia e Lecce. Montrone nel 1987 diventa presidente del circuito nazionale Italia 7. Nel frattempo sorge il settore stampa che si occupa di Business, che esce a Bari e si stampa nella tipografia del Quotidiano di Lecce. Il gruppo Telenorba nel 1989 acquista la maggioranza della Fono Vi.p.i. Puglia ed espande l'attività con le filiali a Taranto e Barletta. Raddoppia in febbraio la periodicità del giornale Business.
Ma soltanto nel 1990 la società modifica definitivamente la ragione sociale in Fono Vi.p.i. Italia; gli amministratori delegati Luca Montrone e Matteo Chiarappa aumentano il capitale, aprono la filiale a Milano e, nel 1992 trasferiscono la sede da Bari a Conversano.
Negli ultimi anni la concessionaria sviluppa la pubblicità delle emittenti televisive (Telenorba 7, Telenorba 8, TP 9 e Tele Foggia); delle radio (Radionorba, Radionorba Music, Radio Master e Radio Margherita); nel settore stampa (Business). Nasce il settore new media, che si occupa di Tn video (il servizio teletext di Telenorba7), del digitale terrestre, di internet.